# Kerkrade
Kerkrade (germană Kirchrath) este o comună și o localitate în provincia Limburg, Țările de Jos.

## Localități componente
Eygelshoven, Kerkrade, Kaalheide, Bleyerheide, Spekholzerheide, Terwinselen, Holz, Rolduckerveld, Hopel, Chèvremont, Haanrade, Gracht.

## Personalități născute aici
- Mark Flekken (n. 1993), fotbalist.